# Революционная улица (Казань)
Революционная улица ― улица в посёлке Юдино Кировского района Казани. 

## География
Находится в юго-восточной части Юдино. Начинаясь от Молодогвардейской улицы, пересекает улицы Ильича, Магазинная и заканчивается у промзоны.

## История
Самое старое здание на улице было возведено в 1920 году. Также к этому периоду относятся некоторые постройки Юдинского депо, расположенные по адресу на этой улице.
По состоянию на вторую половину 1930-х годов была известна как две улицы: Пролетарская и Рабочая. В 1930-е годы на улице начали строить многоквартирные деревянные дома, а в 1960-е — кирпичные, в основном двухэтажные.
В 1966 году, после вхождения Юдино в состав Казани, в целях устранения дублирующихся названий Рабочая и Пролетарская улицы объединены в Революционную улицу.
В 1990-е и начале 2000-х несколько домов улицы были снесены в рамках республиканской программы ликвидации ветхого жилья. Снос аварийных домов продолжается и после неё.

## Объекты
- № 1 — локомотивное депо Юдино (основано в 1918 году).[8][9]
- №№ 3, 4, 5, 7, 29, 39, 41, 43/19,  45, 47, 49, 56, 62, 74, 76, 78, 80 — жилые дома Казанского отделения ГЖД (до 1961 г. – Казанской ж.д., до 1936 г. – МКзЖД).[10]
- № 44 — бывший детский сад № 39 Казанского отделения ГЖД.[11] В постсоветское время в здании находился филиал Московского государственного университета путей сообщения.[12]
- № 70 — пожарная часть № 60 (в 2020 году переведена в посёлок Залесный).[13][14]
- № 78 — бывший хлебокомбинат ОРС Казанского отделения ГЖД.[11]
- № 82 — Казанский территориальный участка Горьковской дирекции по тепловодоснабжению.[15]